# Консервативная партия (Норвегия)

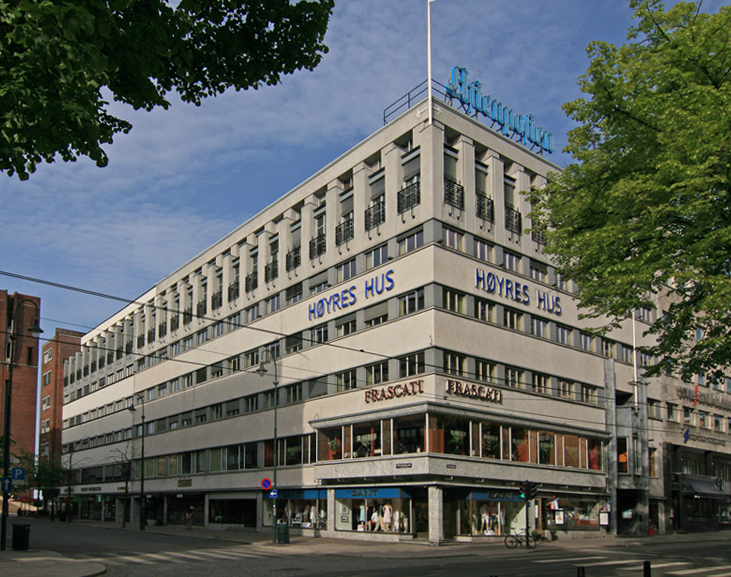
Штаб-квартира в Осло

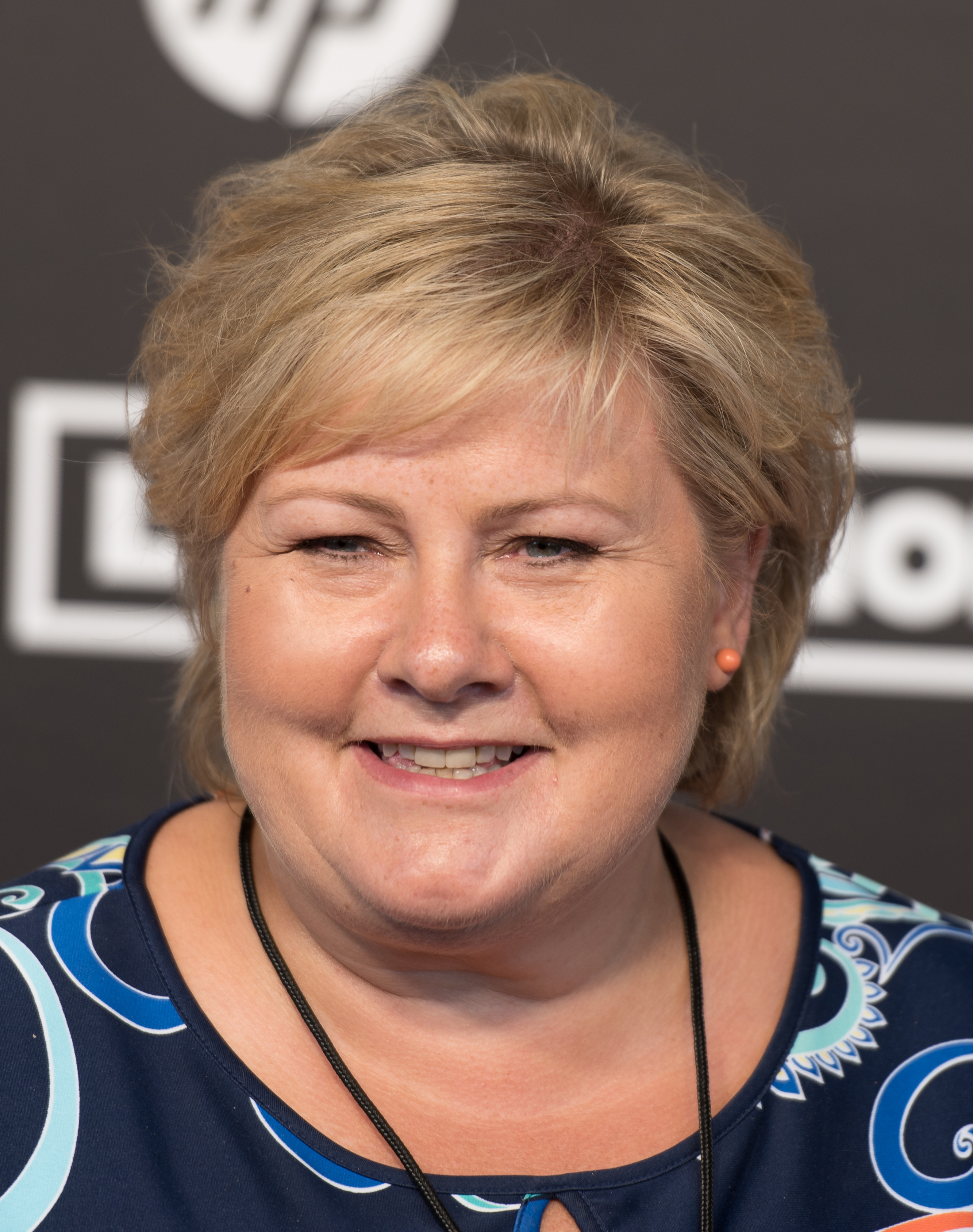
Эрна Сульберг, лидер партии

Консервативная партия или Хёйре (норв. Høyre, нюнорск Høgre — «правая») — норвежская либерально-консервативная политическая партия, основана в 1884 году, является второй старейшей политической партией страны после Либеральной партии. С 2004 года во главе партии стоит Эрна Сульберг.
Партия имеет молодёжное крыло (Норвежские Молодые консерваторы, норв. Unge Høyre), основанное в 1922 году.

## История
Консервативная партия Норвегии была основана в 1884 году. Её первым председателем был Эмиль Станг (норв. Emil Stang). С момента своего создания, Хёйре была одной из крупнейших политических партий Норвегии, а начиная с 1920 года на много лет стала второй по величине партией страны. Более 70 лет консерваторы были самой большой несоциалистической партией Норвегии, пока в конце 1990-х их не опередила Партия прогресса. В настоящее время Хёйре вторая по величине партия в норвежском парламенте, после Рабочей партии.
В период между мировыми войнами главной целью партии было создание правоцентристского альянса против растущего рабочего движения и становящейся всё более популярной Рабочей партии. С 1950 по 2009 год партия приняла участие в шести правительствах. В 1960-х годах консерваторы входили в национальные правительства (Кабинет Йона Люнга с 28 августа по 25 сентября 1963 года и Кабинет Пера Бортена с 12 октября 1965 по 17 марта 1971). В 1980-х годах консервативной партии удалось сформировать однопартийное правительство меньшинства (Первый кабинет Коре Виллока, с 14 октября 1981 по 7 июня 1983), также в 80-х она дважды становилась участником трёхпартийных правительств (Второй кабинета Коре Виллока с 8 июня 1983 по 8 мая 1986 и Кабинет Яна Сюсе с 16 октября 1989 по 3 ноября 1990). В 2000-е годы консерваторы поучаствовали в работе Второго кабинета Хьеля Бунневика (19 октября 2001 — 17 октября 2005).
В 2005 году партия получила на выборах 14,1 % голосов, что являлось наихудшим результатом за всю её историю, но на выборах 2009 года улучшила свои показатели, а после них был зафиксирован рост популярности консерваторов в опросах.
В 2013 Хёйре набрала 26,8 %, тем самым снова став второй партией по количеству мест в Стортинге, и сформировала коалиционное правительство с Партией прогресса. Премьер-министром была назначена лидер партии, Эрна Сульберг.
На выборах в 2017 году консерваторы несколько ухудшили свой результат, получив 25,0 % голосов, однако коалиция с участием партии, сохранила большинство, что позволило Сульберг остаться на второй срок. В январе 2018 года правящая коалиция была расширена за счёт включения в неё Либеральной партии. В 2019 году к правительству присоединилась Христианская народная партия.

## Идеология
Консервативная партия Норвегии считает себя противником социализма и сторонником экономического либерализма, выступая за сокращение налогов и уменьшение государственного участия в экономике, в частности приватизацию. Хёйре также является единственной партией в Стортинге предлагающей сокращение государственных расходов. Консерваторы традиционно поддерживают идею вступления Норвегии в Европейский Союз, агитируя избирателей за евроинтеграцию во время референдумов 1972 и 1994 годов. Хёйре, как и другие консервативные партии Европы, выступает за ужесточение политики в области охраны общественного порядка. В то же время партия придерживается либеральных позиций по социальным вопросам, таким как права ЛГБТ и однополые браки.

## Членство и структура
На 2008 год в партии было зарегистрировано 25000 членов. Высший орган — национальная конференция (landsmøtet), между национальными конференциями — центральное правление (sentralstyret), который собирается семь раз в год для обсуждения важных вопросов, таких как бюджет, организационная работа, планы, партийные программы, между заседаниями центрального правления его функции выполняет рабочий комитет (arbeidsutvalget).
Губернские организации
Высший орган губернской организации — губернская конференция (fylkesårsmøte), между губернскими конференциями — губернское правление (fylkesstyre).
Смежная организация
Молодёжная организация — Национальный союз молодых консерваторов (Unge Høyres Landsforbund, UHL).

## Представительство в Стортинге
| Год  | % голосов | мест      |
| ---- | --------- | --------- |
| 1906 | 32,8 %    | 35 из 123 |
| 1909 | 41,5 %    | 64 из 123 |
| 1912 | 33,2 %    | 24 из 123 |
| 1915 | 29,0 %    | 21 из 123 |
| 1918 | 30,4 %    | 49 из 126 |
| 1921 | 33,3 %    | 57 из 150 |
| 1924 | 32,5 %    | 54 из 150 |
| 1927 | 24,0 %    | 31 из 150 |
| 1930 | 27,4 %    | 44 из 150 |
| 1933 | 20,2 %    | 30 из 150 |
| 1936 | 21,3 %    | 36 из 150 |
| 1945 | 17,0 %    | 25 из 150 |
| 1949 | 18,3 %    | 23 из 150 |
| 1953 | 18,6 %    | 27 из 150 |
| 1957 | 18,9 %    | 29 из 150 |
| 1961 | 20,0 %    | 29 из 150 |
| 1965 | 21,1 %    | 31 из 150 |
| 1969 | 19,6 %    | 29 из 150 |
| 1973 | 17,4 %    | 29 из 155 |
| 1977 | 24,8 %    | 41 из 155 |
| 1981 | 31,7 %    | 53 из 155 |
| 1985 | 30,4 %    | 50 из 157 |
| 1989 | 22,2 %    | 37 из 165 |
| 1993 | 17,0 %    | 28 из 165 |
| 1997 | 14,3 %    | 23 из 165 |
| 2001 | 21,2 %    | 38 из 165 |
| 2005 | 14,1 %    | 23 из 169 |
| 2009 | 17,2 %    | 30 из 169 |
| 2013 | 26,8 %    | 48 из 169 |
| 2017 | 25,0 %    | 45 из 169 |
| 2021 | 20,5 %    | 36 из 169 |

## Международные организации
Хёйре является ассоциированным членом Европейской народной партии, а также действительным членом Международного демократического союза.